# Chuck Mencel
Charles J. Mencel, detto Chuck (Phillips, 21 aprile 1933), è un ex cestista statunitense, professionista nella NBA.

## Carriera
Venne selezionato dai Minneapolis Lakers al secondo giro del Draft NBA 1955 (12ª scelta assoluta).